# Portrait de Juliette Récamier
Portrait de Juliette Récamier (Nederlands: Portret van Juliette Récamier) is een schilderij gemaakt door de Franse kunstschilder François Gérard in 1802, olieverf op doek, 225 x 148 centimeter groot. Het toont de Parijse salonhoudster Juliette Récamier in een klassieke pose, maar onmiskenbaar met een door de romantiek beïnvloede sensualiteit. Het doek bevindt zich momenteel in de collectie van het Musée Carnavalet te Parijs.

## Context
Juliette Récamier (1777-1849), geboren Bernard, was de vrouw van de steenrijke en veel oudere bankier Jacques Récamier (1751-1830). Vanaf 1799 hield ze in Parijs vele jaren lang een populaire salon, welke uitgroeide tot een belangrijk trefpunt van kunstenaars en intellectuelen, van wie er velen tegen Napoleon waren. Ze was vermaard om haar schoonheid en werd vele malen door vooraanstaande kunstschilders geportretteerd.
In 1800 schilderde de neoclassicistische kunstschilder Jacques-Louis David Juliette Récamier in klassieke pose, terwijl ze rustte op een type bank dat later naar haar zou worden genoemd: een Récamier. Ze was echter ontevreden over het koele, ingetogen resultaat en gaf Davids leerling Gérard vervolgens de opdracht een nieuw portret te van haar te maken, waarna David zijn werk verder onvoltooid liet.

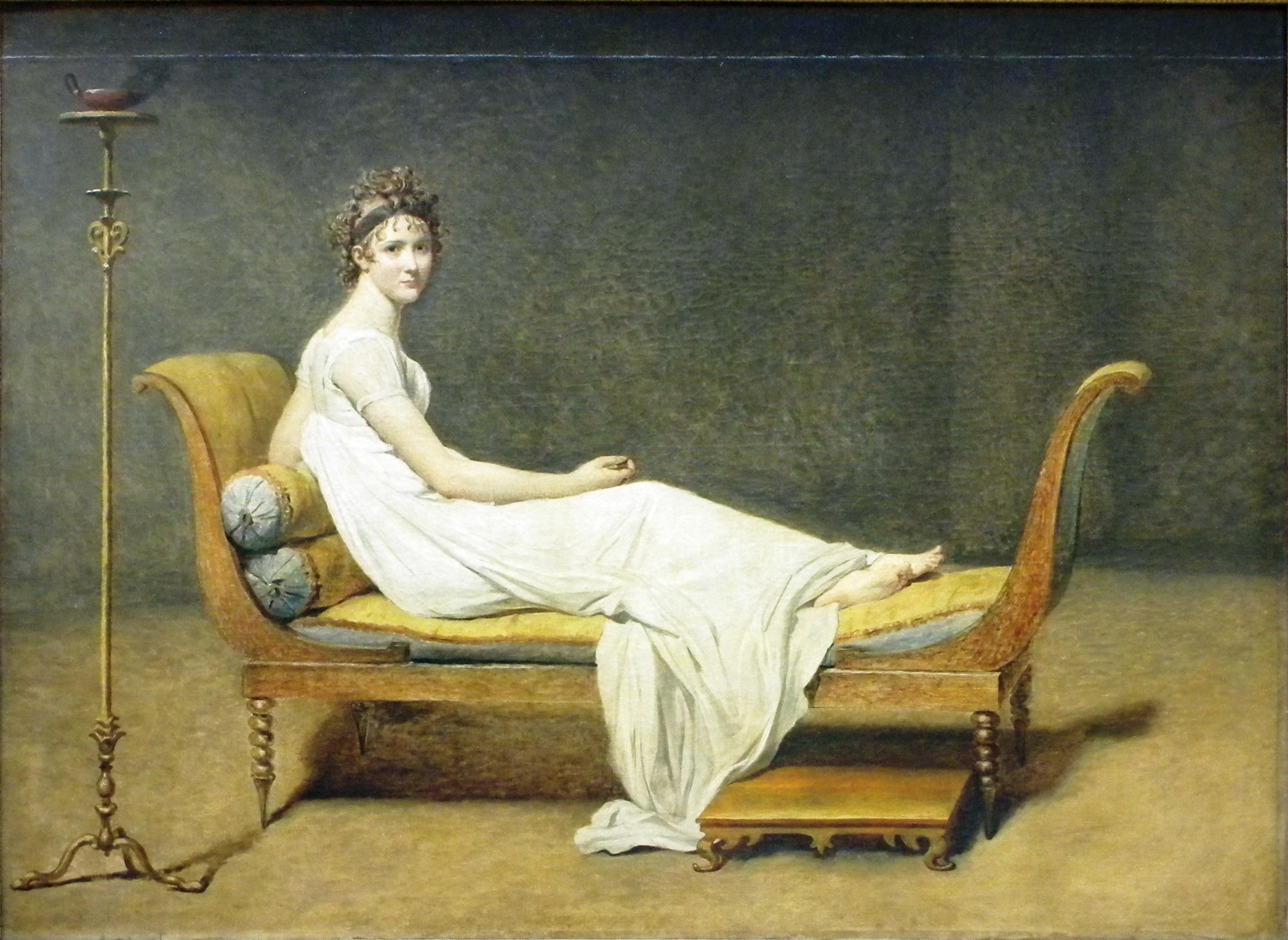
Davids Portret van Madame Récamier, 1800.

## Afbeelding
Gérard toont Récamier in de klassieke doch evenzeer natuurlijke setting, waarin de gracieuze welvingen van haar figuur en de nuances van haar teint een soort van natuurlijke weerklank vinden in de vormen en kleuren van haar omgeving. Haar pose, met het licht gedraaide lichaam, de opvallend laag uitgesneden hals van de empirejurk, die haar borsten amper verhult, en de blote voeten, hebben een onmiskenbaar erotiserend effect, die de toenmalige normen flink oprekte. Het erotische aspect wordt echter getemperd door haar mijmerende gezichtsuitdrukking en de schijnbare stilte van de kamer, klaarblijkelijk een badruimte, door een gordijn afgeschermd van het gedruis van de buitenwereld. Haar blik heeft iets peinzends en intiems, dat in de tijd van de romantiek wel met sentimenteel werd aangeduid, maar dat tegelijkertijd iets suggestiefs in zich draagt. Het is deze bijzondere spanning tussen contrasterende emoties waaraan het schilderij zijn bijzondere kracht ontleent en die Récamier ook zelf herkend moet hebben: het portret zou enkele jaren centraal en uitdagend in haar salon prijken, tot ze het in 1808 schonk aan haar aanbidder August van Pruisen (1779–1843). Na diens dood belandde het werk terug in haar bezit. In 1860 werd het van haar erven aangekocht door het Musée Carnavalet.